# The River (песня)
«The River» — песня, записанная американским кантри-музыкантом Гартом Бруксом, вышедшая в качестве 5-го сингла с его третьего студийного альбома Ropin’ the Wind (1991). Авторами песни выступили Виктория Шоу и сам Гарт Брукс.
За несколько недель песня дошла до первого места чарта Hot Country Songs журнала Billboard, а также достигла № 1 в кантри хит-параде Канады. В США сингл стал 9-м в карьере Брукса лидером чарта этого музыкального жанра (одна неделя № 1 в конце июля 1992 года). По итогам года песня заняла 35-е место в Канаде (RPM Top 100 Country Tracks of 1992) и 43-е в США в списке Best of 1992: Country Songs журнала Billboard.

## Награды и номинации
| Награда               | Категория               | Результат |
| --------------------- | ----------------------- | --------- |
| American Music Awards | Favorite Country Single | Номинация |

## Чарты

### Еженедельные чарты
| Чарт (1992)                       | Высшая позиция |
| --------------------------------- | -------------- |
| Canada Country Tracks (RPM)       | 1              |
| США (Billboard Hot Country Songs) | 1              |

### Итоговые годовые чарты
| Чарт (1992)                  | Позиция |
| ---------------------------- | ------- |
| Canada Country Tracks (RPM)  | 35      |
| US Country Songs (Billboard) | 43      |